# Opium (альбом KMFDM)
Opium (с англ. — «опиум»; также Opium 1984 аналогично написанию на обложке) — официально первый студийный альбом индастриал-рок-группы KMFDM, самостоятельно выпущенный в 1984 году; был переиздан в 2002 году по линии лейбла KMFDM Records.
Записанный в Гамбурге, альбом был выпущен на кассетах и небольшим тиражом распространялся по андерграундным клубам города. В начале 2000-х оригинальные восьмидорожечные кассеты были обнаружены в повреждённом состоянии после пожара и последующих лет ненадлежащего хранения. Саша Конецко сохранил информацию, остававшуюся на записи, и исходя из неё стал воссоздавать композиции; это включало в себя перепрограммирование ударных в некоторых треках посредством оригинальных либо похожих на них звуков. Конечный результат, по словам Конецко, хотя и является по сути переработкой потерянного материала, в то же время является также и «недостающим звеном» в вопросе о становлении KMFDM, которое слушатель может упустить из виду, если начнёт с What Do You Know, Deutschland?.

## Список композиций
Слова и музыка всех песен — написаны Сашей Конецко, Рэймондом Уоттсом и Тоном Гайстом.
| №   | Название                       | Длительность |
| --- | ------------------------------ | ------------ |
| 1.  | «Fix Me Up»                    | 3:40         |
| 2.  | «Splatter»                     | 3:51         |
| 3.  | «The Smell»                    | 4:06         |
| 4.  | «Helmut Mein Helmut»           | 4:44         |
| 5.  | «Warp’d»                       | 2:35         |
| 6.  | «Penetration»                  | 4:10         |
| 7.  | «Entschuldigung»               | 3:43         |
| 8.  | «Cuntboy»                      | 6:09         |
| 9.  | «RAF OK»                       | 4:25         |
| 10. | «Mating Sounds Of Helicopters» | 6:26         |